# 地域職業訓練センター
地域職業訓練センター（ちいきしょくぎょうくんれんセンター）は、日本の独立行政法人雇用・能力開発機構が全国に設置し、各々の地域の職業訓練法人等に運営を委託していた公設民営の施設。地域のニーズに応じて、中小企業労働者や求職者等に対する職業訓練や、職業訓練をおこなう事業主やその団体に施設を提供する事業を通じて、地域の職業訓練の振興を図ることを目的とした。2011年3月31日、雇用・能力開発機構の業務としては廃止された。

## 設置の始まりと施設数の推移
1978年（昭和53年）の職業訓練法の改正では、第三十条の四において、「労働者に公共職業訓練施設等の行う職業訓練を受けさせること等の措置が事業主によって講じられることを奨励する」ために、国は事業主等に対して必要な措置を講ずることができるとされた。これに基づき、労働省（当時）は、事業主への助成の一環として地域職業訓練センターの設置を可能にした。
これらを受けて、1979年（昭和54年）9月11日に、一宮地域職業訓練センター（愛知県一宮市）、西脇地域職業訓練センター（兵庫県西脇市）、熊本地域職業訓練センター（熊本県熊本市）の3センターが全国で最初に設置された。その後、1985年（昭和60年）までに41センター、2005年（平成17年）の時点で、82センターが設置されている。実際の運営は雇用・能力開発機構が、職業訓練法人等に委託していた。
2008年版『中小企業白書』においては、地域職業訓練センターの設置・運営を継続的に推進するとした。しかし厚生労働省は、2008年12月24日の閣議決定「雇用・能力開発機構の廃止について」の方針に伴い、2010年度末で一律に全ての地域職業訓練センターを廃止する方針を決定した。

## 名称と所在地
国としての事業としての廃止前のセンター数は83箇所（うち一か所は廃止後場所のみ存在）である。出典は『地域職業訓練センターの概要』。
各道府県の施設数・施設名（『地域職業訓練センター』を省略）・当時の所在市区町村名（センター名と異なる場合のみ記載）は以下の通り。東京都・埼玉県・奈良県・岡山県・鳥取県・愛媛県・佐賀県には設置がなかった。
- 北海道(4)： 北見・釧路・苫小牧・中空（滝川市）
- 青森県(2)： 八戸・五所川原
- 岩手県(4)： 盛岡・二戸・両盤（一関市）・胆江（奥州市）
- 宮城県(3)： 大崎・仙南（柴田町）・仙台
- 秋田県(3)： 本荘由利（由利本荘市）・大曲（大仙市）・大館
- 山形県(4)： 長井市・河北・東根・鶴岡
- 福島県(2)： 郡山・白河
- 茨城県(1)： 筑西（桜川市）
- 栃木県(2)： 大田原・鹿沼
- 群馬県(2)： 桐生・伊勢崎
- 千葉県(3)： 千葉・松戸・野田
- 神奈川県](1)： 横浜
- 新潟県(3)： 新潟・魚沼（南魚沼市）・上越
- 富山県(3)： 魚津・砺波・富山
- 石川県(1)： 金沢
- 福井県(2)： 武生（越前市）・大野
- 山梨県(1)： 山梨（甲府市）
- 長野県(2)： 長野・中野
- 岐阜県(1)： 大垣
- 静岡県(3)： 浜北（浜松市）・湖西・駿東（御殿場市）
- 愛知県(5)： 一宮・愛知（名古屋市）・豊橋・岡崎・衣浦（高浜市）
- 三重県(1)： 鈴鹿
- 滋賀県(1)： 湖南（草津市）
- 京都府(2)： 丹後（京丹後市）・城南（宇治市）
- 大阪府(1)： 大阪
- 兵庫県(2)： 姫路・西脇
- 和歌山県(3)： 新宮市・中紀（日高町）・田辺
- 島根県(2)： 島根中央（大田市）・島根東部（安来市）
- 広島県(3)： 東広島・福山・広島北部（三次市）
- 山口県(1)： 防府
- 香川県(1)： 香川（高松市）
- 徳島県(1)： 鳴門
- 高知県(1)： 高知
- 福岡県(3)： 久留米・豊前・北九州
- 長崎県(1)： 長崎（時津町）
- 熊本県(1)： 熊本
- 大分県(1)： 大分
- 宮崎県(2)： 宮崎・延岡
- 鹿児島県(2) ：鹿児島（霧島市）・川内（薩摩川内市）
- 沖縄県(1)： 那覇

そのほか、和歌山県の旧御坊地域職業訓練センターが、譲渡されずに用地のみのこっていた。

## 事業廃止後
2011年3月末での事業廃止後は、施設の譲渡を希望する地方公共団体に対して譲渡し、地方公共団体等に譲り受けの意向がないと認められた施設については、土地が地方公共団体等の所有地であることから、施設の取り壊しを行い、更地にして地方公共団体等に返還をしている。譲渡後の施設については、これまでの機構が行ってきた経緯を踏まえ、激変緩和措置として修繕費及び目標を達成していた施設のコンピュータ・リース料を3年間国が負担するとされた。
譲渡された地域職業訓練センターの多くは、各地域で構成された職業訓練法人のみが運営するが、社団法人中空知地域職業訓練センター協会が運営する中空知地域職業訓練センター（北海道滝川市）、五所川原市が運営する五所川原地域職業訓練センター（青森県五所川原市）、財団法人一宮地域職業訓練センター管理公社が運営する一宮地域職業訓練センター（愛知県一宮市）などの例もある。
北見市など、市で管理・運営している場合、指定管理者などを定めるために「北見地域職業訓練センター条例」などといった条例が存在する。